# Večírek 2
Večírek 2 (v originále La Boum 2) je francouzský hraný film z roku 1982, který režíroval Claude Pinoteau podle vlastního scénáře. Film je pokračováním snímku Večírek.

## Děj
Vic, které je 15 let, se vrací do Paříže z jazykového pobytu v Rakousku. Ve vlaku si na hranicích omylem vymění pas s mladíkem Philippem. Jde mu v Paříži vrátit doklady a on ji pozve do kina. Postupně se do sebe zamilují. Philippovi je 18 a hraje savate za univerzitní klub. Otec Vicy, François se rozhodne zrušit svou zubařskou ordinaci a věnovat se vědeckému výzkumu v laboratoři. Matka Françoise začíná pracovat na celovečerním kresleném filmu. Aby si odpočinuli, odlétají na týden do Tuniska a nechají doma Vici s dvouletým Lucem. Vic zjistí, že Philippe má jinou dívku, se kterou se však právě rozešel. Nechce se s ním stýkat, ale odpustí mu. Jdou spolu na večírek, který pořádá Mathieu, se kterým kdysi chodila. Zde se Vic seznámí s Félixem, kterému je 25 let. Jdou spolu na večeři s jeho přáteli, kde si Vic uvědomí, že je pro ni příliš starý. François dostane nabídku na práci v Lyonu a proto se domluví s Françoise, že každý bude pracovat v jiném městě. Vic se od své kamarádky Pénélope dozví, že Philippe odjíždí na léto do Stuttgartu. Běží proto na Východní nádraží, kde ho zastihne ve vlaku. Phillip stihne ještě na poslední chvíli vyskočit.

## Obsazení
| Claude Brasseur       | François Beretton  |
| Brigitte Fossey       | Françoise Beretton |
| Sophie Marceau        | Vic Beretton       |
| Denise Grey           | prababička         |
| Sheila O'Connor       | Pénélope Fontanet  |
| Alexandra Gonin       | Samantha Fontanet  |
| Pierre Cosso          | Philippe Berthier  |
| Lambert Wilson        | Félix Maréchal     |
| Alexandre Sterling    | Mathieu            |
| Jean-Philippe Léonard | Stéphane           |
| Christopher Beaunay   | Jean-Pierre        |
| Alain Beigel          | Raoul              |

## Ocenění
Sophie Marceau získala za svou roli cenu César v kategorii herecký objev.